# Aitutaki Airport
Aitutaki Airport (också känd som Araura Airport) är en flygplats på Aitutaki i Cooköarna (IATA: AIT, ICAO: NCAI). Flygplatsen byggdes ursprungligen av amerikanska och nyzeeländska trupper under andra världskriget. Två landningsbanor finns, en av grus och en betydligt längre av asfalt.
Avgångshallen består till stor del av bara ett tak med inga eller få fönster.
Vid ingången till avgångs- och ankomsthallen finns en skylt med "Aitutaki International Airport", men det finns inga internationella flighter som har Aitutakis flygplats som destination. Flygplatsen trafikeras av Air Rarotonga med en daglig avgång.

## Flygbolag och destinationer
| Flygbolag     | Destinationer   |
| ------------- | --------------- |
| Air Rarotonga | Atiu, Rarotonga |